# 富士家族
《富士家族》（日语：／ Fujifamiri ?）是NHK綜合頻道所播送的新春特別節目電視劇，於2016年1月2日九點整播送88分鐘的全劇，這也是自NHK晨間小說連續劇《小海女》合作以來，藥師丸博子和小泉今日子再度和劇組一同協力完成的戲劇。
於2017年1月3日播送續集。

## 故事敘述
可以清楚看見碩大富士山景的自宅食品雜貨店「富士家族」是笑子婆婆（片桐由美飾）和家人一起經營的便利商店，身處在鄉下的店鋪裡最出名的就是家族三姐妹，長女鷹子（藥師丸博子飾）是家中支柱，到大城市打拚的二女兒奈須美（小泉今日子飾）剛帶丈夫日出男（吉岡秀隆飾）從東京回家，便因病去世，小女兒月美（米木拉飾）則是老早就嫁出去了。有一天，去世的奈須美突然出現在笑子婆婆的面前請她幫忙找一張便條紙，紙上留下了蛋糕、手電筒、四葉草、光太郎⋯⋯等七個單詞，這個看似無意義的便簽，卻改變了家裡的每一個人。

## 登場人物
- 鷹子（長女）：藥師丸博子
- 奈須美（二女）：小泉今日子
- 月美（三女）：米木拉
- 笑子婆婆：片桐由美
- 日出男（奈須美的丈夫）：吉岡秀隆
- 果澄（打工女孩）：中村ゆりか
- 栗林和己（月美的丈夫）：深水元基
- 春田雅男（喜歡鷹子的男性）：高橋克実
- 小柴洋平：細田善彦
- 樋口愛子：仲里依紗
- 大地（月美的小孩）：鴇田蒼太郎
- 百合稙道（神社神主）：小倉一郎
- 行田万助：槙田雄司

## 節目劇組
- 劇本：木皿泉
- 音樂：阿南亮子
- 攝影：迫信博
- 照明：白倉孝雄
- 映像技術：久米田俊裕
- 聲音：北村達郎
- 音響效果：泉清二
- 美術：長谷川功
- 美術進行：谷田祥紀
- 編輯：涌井真史
- 題字：高橋卓也
- タイトル映像制作：田中健一
- 髮型設計：山科美佳
- 特殊化妝：江川悦子
- 造型師：星野和美
- 料理指導：瀬戸口しおり
- 記録：加賀見佳子
- 製片人：郷田悠
- 演出：吉田照幸（NHK ENTERPRISES）
- 製作統籌：磯智明（NHK）、内田ゆき（NHK ENTERPRISES）、中山ケイ子（FUJI CREATIVE CORPORATION）
- 製作：NHK ENTERPRISES
- 制作・著作：NHK / FCC

## 劇中音樂
片尾曲
- 熱情薔薇（作詞・作曲：甲本浩人、演唱：槙田雄司）

## 來源引用
1. ↑  作者. . NHKドラマ. 2015年11月9日  [2016年1月6日]. （原始内容存档于2019年8月15日） （日语）.
2. ↑  . Oricon Style. 2016年1月2日  [2016年1月6日]. （原始内容存档于2019年11月30日） （日语）.
3. ↑  深圳之窗. . 今日头条. 2016年1月4日  [2016年1月6日] （中文（中国大陆））. 《富士家族》本剧是木皿泉执笔剧本的原创剧作，以位于富士山脚下的某个跟不上时代的小便利店“富士家族”为舞台，讲述一个稍微有点奇怪的大家族的故事。药师丸博子与小泉今日子继《海女》之后再次共演，携手主演本剧。
4. ↑  . TuneSP.   [2016年1月6日] （中文）. 在富士山山腳有一家小小的便利店<富士家族>，店內有出名的美女三姐妹。長女鷹子（藥師丸博子飾演）是家裡的頂樑柱。自由奔放的二女兒奈須美（小泉今日子飾演）剛帶丈夫日出男（吉岡秀隆飾演）從東京回家，就因病去世了。小女兒月美（米姆拉飾演）因為不想經營店舖就嫁人了。 年關將至，某天，本應去世了的奈須美出現在笑子奶奶（片桐入飾演）的面前，說希望她幫忙找一張便條簽。蛋糕、手電筒、四葉草、光太郎……奈須美在便條簽上留下了毫無聯繫的7個單詞。因為這張便條簽，掀起了一場騷動…
5. ↑  . NHKドラマ.   [2016年1月6日]. （原始内容存档于2017年3月4日） （日语）.

## 外部連結
- （日語）富士家族官方網站 （页面存档备份，存于）